# Thamnochortus paniculatus
Thamnochortus paniculatus är en enhjärtbladiga växtart som beskrevs av Maxwell Tylden Masters. Thamnochortus paniculatus ingår i släktet Thamnochortus, och familjen Restionaceae. Inga underarter finns listade i Catalogue of Life.